# 蝶花楼桃花
蝶花楼 桃花（ちょうかろう ももか、1981年5月13日 - ）は、東京都出身の落語家。所属事務所は東宝芸能（文化人枠）、落語協会。出囃子は「仙桃」。血液型はAB型。

## 経歴
実践学園高等学校卒業後、幼少時代から好きなミュージカルの勉強のため尚美ミュージックカレッジ専門学校に入学。卒業後は舞台女優を目指し、演劇倶楽部『座』に研究生として在籍し女優として活動していた。研究生時代に落語家の鈴々舎馬桜の講義で、古典芸能や落語に触れ、本格的に落語の世界を目指すべく春風亭小朝に入門した。前座名は「ぽっぽ」。由来は入門日の11月11日が第一次世界大戦休戦記念日であり、平和の象徴である鳩から。初ネタは2007年2月11日、沼津で開催された「小朝・正蔵二人会」での「狸の札」。寄席での初高座は新宿末廣亭での「平林」。
2011年（平成23年）11月、二ツ目に昇進し「ぴっかり☆」に改名。二ツ目の高座名「ぴっかり☆」の由来は二ツ目昇進日の11月1日が灯台記念日であることから。なお、名前は末尾に☆マーク（読みはない）が入るのが正式な表記であるが、これは寄席文字に無いため、定席のめくりには表記されない。2018年、演芸男装ユニット「輝美男五」に参加する。ユニット内での男装キャラクターの名前は「光」（芸名から）。
2022年3月下席より三遊亭律歌、柳家風柳、林家はな平と共に真打に昇進して「蝶花楼桃花」に改名。「蝶花楼」の亭号を名乗る噺家は2019年3月に七代目蝶花楼馬楽が死去して以来不在であったが、3年ぶりの亭号復活となった。3月21日の鈴本演芸場での真打昇進披露興行の大初日には、ネタ下ろしとなる「天下一うかれの屑より」を演目に選んだ。
出囃子も二ツ目から真打昇進披露の途中までは「あの町この町」であったが、国立演芸場の真打昇進披露3日目で桃花の誕生日である2022年5月13日から、小朝が作曲したオリジナルの「仙桃」に変更した。
2022年7月、浅草演芸ホールでの下席興行昼の部で真打昇進披露後初の主任（トリ）を務めた。真打昇進後4か月での主任は、落語協会の法人化以降では春風亭一之輔の5か月を上回る最速となった。
2022年9月4日放送の『笑点』（日本テレビ）に、6代目三遊亭円楽の代理として、女性落語家初の（レギュラー）大喜利の回答者として出演した。
2023年3月上席の浅草演芸ホール・夜の部では自身が主任を務め、色物やゲストも含めた他の演者すべてが女性芸人のみの番組編成となる「桃組」と名付けられた「江戸落語の定席では初」の興行が行われた。
2024年7月1日～31日、池袋演芸場夜の部終演後の21:00～22:20を使って、毎日ネタ下ろしともう一席、助演に日替わりで落語協会の若手二ツ目という特別番組「桃花三十一夜」を開催（休演日無し）、完走した。

## 人物
- 中村倫也の熱狂的なファン。
- 小さい頃はミュージカルが好きで宝塚歌劇団の涼風真世のファン。
- AKB48とは、多くの接点がある。
  - 弟子入り前の24歳の時にAKB48のオーディション（第1期）に7歳サバ読みで応募し、最終審査まで残ったが、秋元康に実年齢を見抜かれて不合格[19][20][21][22]。その後、2014年に行われた「大人AKB48 オーディション」を受験し、最終審査まで進出している[23]。
  - その縁もあり、師匠の小朝がプロデュースしたAKB48の著名人公演「イヴはアダムの肋骨」の演目「南京玉すだれ」の指導をメンバーに行っている[24]。
  - 2025年、AKB48の19期研究生である伊藤百花（二代目春風コココ）がYouTube『AKBの素を出すちゃんねる』の企画において、趣味である落語に本格的に挑戦することとなり、桃花と春風亭三朝（同じ柳朝一門で小朝の兄弟子である春風亭一朝の弟子）に弟子入りを志願。師匠の小朝の許可を得て、伊藤を指導することとなった。桃花は主に落語の指導を受け持つこととなる[25]。
- 真打昇進の後ろ幕のうちの一枚は、交友のあるのん（能年玲奈）に描いてもらった[26]。また、他の一枚は『笑点特大号』のスタッフから贈られたものである[27]。
- 東京の寄席定席での真打昇進披露の際には、トリをとる全日で色が日替わりの名前入り応援タオル[28]を観客全員にプレゼント。客席で広げてもらってファンと交流した[29]。以前は高座後にもファンとの交流の場を設けていたが、熱狂的な一部のファンからストーカー行為を受けたため、現在は中止している[30]。
- 配信に関しては、トークなどの出演はしているが[26]、落語の高座の配信は師匠小朝に準じて消極的である。2025年にyoutube「ももちゅ～ぶ」でのトークの配信をスタートさせた。
- 高校生までは恵比寿に住んでいた[31]。父親は生命保険会社に勤務[32]。3人姉弟の長女で弟と妹がいる。
- ガールズロックバンド『Gacharic Spin』のマイクパフォーマーであるアンジェリーナ1/3（以下、アンジー）とは『踊る!さんま御殿!!』で共演し、アンジーが落語ファンである事から親交を深める様になった。

## 芸歴
- 2006年11月 - 春風亭小朝に入門。
- 2007年06月 - 前座となる、前座名「ぽっぽ」。
- 2011年11月 - 二ツ目昇進、「ぴっかり☆」に改名。
- 2022年03月 - 真打昇進[4]、「蝶花楼桃花」に改名[33][5]。

## 出囃子
- あの町この町（2011年 - 2022年）
- 仙桃（2022年 - ） - 春風亭小朝作曲

## メディア

### テレビ
- 平成24年度NHK新人演芸大賞（落語部門） 本選出場（演目「反対俥」）
- 平成28年度NHK新人落語大賞 本選出場（演目「湯屋番」）
- 令和2年度NHK新人落語大賞 本選出場（演目「権助提灯」）
- 笑点 特大号「若手大喜利」（BS日テレ）
- 噺家が闇夜にコソコソ（フジテレビ）
- 東京クラッソ!NEO（TOKYO MX）
- 新春!お笑い名人寄席（テレビ東京）
- AKBINGO! 第93回（2010年7月21日、日本テレビ） - 高橋みなみが番組企画で春風亭小朝に師事したときに同席。当時は春風亭ぽっぽ。
- 演芸図鑑（NHK総合）
  - 桂文枝の演芸図鑑（2017年5月14日）演目「こうもり」
  - 林家正蔵の演芸図鑑（2020年10月18日）演目「湯屋番」
  - 桂文珍の演芸図鑑（2022年7月24日 演目「権助提灯」・2023年7月16日 演目「動物園」・2024年7月21日 演目「表彰状」）
  - 桂文枝の演芸図鑑（2023年5月28日） - 対談ゲスト
  - 桂文珍の演芸図鑑（2025年7月20日）演目「鼓ヶ滝」
- 有吉反省会（2021年4月3日、日本テレビ）
- クイズ99人の壁（2021年7月31日、フジテレビ）  - 瀧川鯉斗の応援団として
- ウラ飯や!（2022年4月9日、テレビ朝日）
- 笑点（2022年9月4日、日本テレビ）- レギュラー大喜利 六代目三遊亭円楽の代理として（レギュラー放送の大喜利に参加した初の女性落語家[34]）
- news23（2022年12月1日・2023年3月21日、4月26日、5月24日、TBSテレビ） - コメンテーター
- 踊る!さんま御殿!!（2023年4月4日、日本テレビ）
- ぽかぽか（2023年8月31日、フジテレビ） - 「ぽいぽいトーク」のトークゲストとして桂宮治と共に出演
- 視点・論点（2024年1月8日、NHK) - テーマ「究極の男社会でも自然体で」
- プレバト!! （2024年5月23日、7月25日、MBS）- 「俳句」で登場。
- インタビューここから（2024年7月15日、NHK総合）- 池袋演芸場の高座上でのインタビュー。
- 趣味どきっ！ 春風亭一之輔の江戸落語入門（2024年10月～11月、NHKEテレ） - ナレーション

### ラジオ
- 歌武蔵の週刊らじちゃんこ（CBCラジオ）- 「魅惑の出張AD」（アシスタント、不定期出演）
- SHIBA-HAMAラジオ（2018年10月 - 2019年3月28日、文化放送） - 金曜日パーソナリティ
- 蝶花楼桃花 (春風亭ぴっかり☆)と井上侑の「ゆうとぴか」（2018年10月8日 - 2020年9月27日、FM徳島、日曜 8:30 - 8:54 / 2020年12月5日 - 、k-mix、土曜 19:30 - 19:55）
- 昇々・ぴっかり☆はまきんっサタデー（2020年4月4日 - 2021年9月25日、文化放送）
- GOGOMONZ（2020年10月8日・2022年5月30日、NACK5）
- くにまる食堂（2022年4月29日、文化放送）
- 上地由真のワンダーユーマン（2022年5月30日、文化放送）
- 春風亭昇太のラジオビバリー昼ズ（2022年6月1日、ニッポン放送）
- ナイツ ザ・ラジオショー（2022年6月7日、ニッポン放送）
- あさこ・佳代子の大人なラジオ女子会（2022年7月7日、NHKラジオ第一）
- 僕らは海峡を渡る（2023年10月13日、FM COCOLO)
- Brand New! Friday（2023年10月20日、FMYOKOHAMA)
- カブキ・チューン（2023年10月20日・27日、NHKFM)
- 松任谷正隆のちょっと変なこと聞いてもいいですか？(2023年12月15日・23日、TOKYOFM)
- 小痴楽の楽屋ぞめき（2023年12月、NHKラジオ第一）
- まんまる （2024年4月 - 、NHKラジオ第一） - 金曜パートナー（不定期）

### 映画
- ひゅ〜どろ 呪いの種（2011年(未公開)、監督：林家しん平）
- 落語物語（2011年、監督：林家しん平） - 鶴屋丸千代 役
- らくごえいが（2013年、監督：遠藤幹大/松井一生/坂下雄一郎） - インタビュー出演
- 耳かきランデブー（2017年、監督：ふくだみゆき） - 主演・樺澤さやか 役

### 舞台
- ふるあめりかに袖はぬらさじ（2017年、明治座）

### インターネット放送
- 夜桜亭日記（日本文化チャンネル桜、2015年6月24日[35]）
- 柴田阿弥の金曜The NIGHT（2018年5月18日、AbemaTV）
- はまきん（らくごのブンカ（文化放送））

### イベント
- 週プレ酒場ならではの女流落語会（2017年、歌舞伎町・週プレ酒場）[36]

### ダウンロード・シングル
- Fly High〜桃色の花を〜（2022年3月21日）[37]